# Zizinho (football, 1921)
Pour les articles homonymes, voir Zizinho.
Tomás Soares da Silva, plus connu sous le nom de Zizinho, né le 14 septembre 1921 à São Gonçalo et mort le 7 février 2002 à Niterói, est un footballeur international brésilien.

## Biographie
Il a occupé le poste d'attaquant dans des équipes de clubs brésiliens et dans l'équipe nationale du Brésil avec laquelle il a participé à la coupe du monde 1950. C'était un véritable artiste qui ravissait les spectateurs. 
Malheureusement pour lui, il fit partie de l'équipe brésilienne qui perdit la « finale » de la coupe du monde qui se disputait au Brésil en 1950, en fait le dernier match, décisif, du « tour final », match resté dans les mémoires comme le « Maracanaço ». Il en fut injustement tenu pour responsable ; si le Brésil avait gagné, il aurait sans doute eu une notoriété proche de celle de Pelé, mais le résultat d'un match en a décidé autrement. Il était admiré par Pelé qui le considérait comme un des meilleurs attaquants de tous les temps, qui savait tout faire, marquer de la tête ou du pied et dribbler.
Il a débuté avec le club de Flamengo après être rentré à dix minutes de la fin d’un match et avoir marqué deux buts. Ce fut le joueur vedette de Flamengo avec lequel il remporta trois fois le championnat de Rio.
Il rejoignit ensuite le club de Bangu, club rival de Flamengo à Rio, juste avant la coupe du monde 1950, puis le São Paulo FC, club avec lequel il fut vainqueur du championnat de l'État de São Paulo en 1957.

## Carrière internationale
Il a participé à la coupe du monde de 1950 (défaite de l'équipe du Brésil en finale contre l'équipe d'Uruguay). Il fut désigné comme meilleur joueur de cette coupe du monde. Son franc parler fit qu'il n'a pas été sélectionné en 1954. Par la suite en 1958, il fut barré par l'émergence du roi Pelé.
Il eut 53 sélections en équipe du Brésil et marqua 30 buts.

## Palmarès
- Championnat de Rio en 1942, 1943 et 1944 avec Flamengo
- Copa América en 1949 avec l'équipe nationale du Brésil.
- Championnat de São Paulo en 1957 avec São Paulo FC.